# Glaucopsyche pauper
Glaucopsyche pauper är en fjärilsart som beskrevs av Ruggero Verity 1919. Glaucopsyche pauper ingår i släktet Glaucopsyche och familjen juvelvingar. Inga underarter finns listade i Catalogue of Life.